# Cascalho Rico
Cascalho Rico este un oraș în unitatea federativă Minas Gerais (MG), Brazilia.